# Eurranthis
Eurranthis là một chi bướm đêm thuộc họ Geometridae.